# 6 януари
6 януари е 6-ият ден в годината според григорианския календар. Остават 359 дни до края на годината (360 през високосна година).

## Събития
- 1066 г. – За крал на Англия е коронован Харолд Годуинсън.
- 1579 г. – Осемдесетгодишна война: В Арас е подписан договор за създаване на Араския съюз на лоялните към испанския крал нидерландски провинции.
- 1720 г. – Публикуван е указ за създаването на Компания на южните морета в Англия, която на практика съществува от 1711 г. и има монопол върху търговията с Южна Америка.
- 1838 г. – Американецът Самюъл Морз става първият човек, създал електрически телеграф.
- 1853 г. – Американският президент Франклин Пиърс и семейството му претърпяват железопътна катастрофа – президентът и съпругата му Джейн оживяват, но загива 7-годишният им син Бен.
- 1853 г. – Основан е окръг Айлънд в щата Вашингтон, САЩ.
- 1900 г. – Лейдисмит (Южна Африка) е атакуван от бурите.
- 1912 г. – Ню Мексико става 47-ият щат на САЩ.
- 1919 г. – В Германия започва формирането на Фрайкорпс – доброволни про-десни военни формирования, съществували в началото на 19 век, участвали във войната срещу Наполеон.

- 1929 г. – В Югославия крал Александър I Караджорджевич извършва държавен преврат и поставя начело на изпълнителната власт военните (т.нар. Шестоянуарска диктатура).
- 1929 г. – Католическата монахиня Майка Тереза, основала по-късно ордена Мисионери на милосърдието, пристига в Индия.
- 1930 г. – От Индианаполис до Ню Йорк е осъществено първото пътуване с автомобил с дизелов двигател.
- 1931 г. – Томас Едисън патентова последното си изобретение.
- 1939 г. – Германският химик Ото Хан прави публично достояние откритието си за разпадане на атомното ядро.
- 1940 г. – Втората световна война: Германските окупационни власти извършват масови екзекуции в Познан (Полша).
- 1942 г. – Пан Американ получава редовна линия за извършване на околосветски полети.
- 1950 г. – Великобритания признава Китайската народна република и между двете държави са установени дипломатически отношения.
- 1960 г. – Самолетът при полет 2511 на „Нешънъл Еърлайнс“ е унищожен във въздуха от бомба, докато е на път от Ню Йорк за Маями.
- 1971 г. – В САЩ е синтезиран хормон на растежа – соматропин.
- 1972 г. – САЩ връщат на Унгария взетата по време на Втората световна война Корона на Свети Стефан – една от националните реликви.
- 1984 г. – Правителството на Тунис въвежда извънредно положение.
- 1992 г. – Президентът на Грузия Звияд Гамсахурдия бяга в Армения.
- 1994 г. – Американската фигуристка Нанси Керигън е намушкана в левия крак от съперничката си и съотборничка Тоня Хардинг.
- 2002 г. – Германският ски скачач Свен Ханавалд става първият победител във всички състезания на Турнира на четирите шанци.
- 2005 г. – В Брюксел започва световен конгрес на имамите и равините за мир.
- 2021 г. – Капитолият на САЩ е завзет от поддръжници на Доналд Тръмп, които забавят формалното потвърждаване на избора на Джо Байдън за президент.

## Родени
- 1367 г. – Ричард II, крал на Англия († 1400 г.)
- 1412 г. – Жана д'Арк, национална героиня на Франция († 1431 г.)
- 1486 г. – Мартин Агрикола, германски поет († 1556 г.)
- 1665 г. – Карл Лудвиг фон Насау-Саарбрюкен, германски граф († 1723 г.)
- 1745 г. – Жак-Етиен Монголфие, френски пионер, извършил първия полет с балон с горещ въздух († 1799 г.)
- 1799 г. – Джедидая Смит, американски пътешественик († 1831 г.)
- 1822 г. – Хайнрих Шлиман, германски археолог († 1890 г.)
- 1832 г. – Гюстав Доре, френски художник († 1883 г.)
- 1838 г. – Макс Брух, германски композитор († 1920 г.)
- 1839 г. – Георге Анджелеску, румънски политик († 1915 г.)
- 1848 г. – Христо Ботев, български поет и революционер († 1876 г.)
- 1850 г. – Едуард Бернщайн, германски общественик († 1932 г.)
- 1861 г. – Виктор Орта, белгийски архитект († 1947 г.)
- 1865 г. – Алексий Калайджиев, български духовник († ? г.)
- 1865 г. – Никола Жеков, военен деец († 1949 г.)
- 1866 г. – Алексей Апостол, финландски диригент († 1927 г.)
- 1866 г. – Антон Арнаудов, български революционер († 1948 г.)
- 1870 г. – Густав Бауер, германски политик († 1944 г.)
- 1872 г. – Александър Скрябин, руски композитор († 1915 г.)
- 1872 г. – Йордан Иванов, български учен († 1947 г.)
- 1875 г. – Атанас Калфов, български революционер († ? г.)
- 1878 г. – Стефан Добрев, български революционер († ? г.)
- 1878 г. – Карл Сандбърг, американски поет († 1967 г.)
- 1881 г. – Ернст Фесман, германски офицер († 1962 г.)
- 1881 г. – Тодор Оровчанов, български революционер († 1927 г.)
- 1882 г. – Александра Екстер, руска художничка († 1949 г.)
- 1882 г. – Антон Стериов, български революционер († 1924 г.)
- 1883 г. – Халил Джибран, ливански и американски поет († 1931 г.)
- 1884 г. – Исак Бродски, руски живописец († 1939 г.)
- 1884 г. – Кина Герджикова, българска актриса († 1950 г.)
- 1888 г. – Христо Николов Луков, български политик († 1943 г.)
- 1894 г. – Владимир Григоров, български художник († 1985 г.)
- 1894 г. – Освин Гролиг, германски офицер († 1944 г.)
- 1896 г. – Иван Маринов, български военен деец († 1979 г.)
- 1897 г. – Ференц Салаши, унгарски държавник († 1946 г.)
- 1900 г. – Мария Румънска, кралица на Югославия († 1961 г.)
- 1905 г. – Ерик Франк Ръсел, английски писател фантаст († 1978 г.)
- 1909 г. – Здравко Сугарев, български икономист († 1993 г.)
- 1909 г. – Моше Снех, израелски комунист († 1972 г.)
- 1913 г. – Едвард Герек, полски политик († 2001 г.)
- 1913 г. – Лорета Йънг, американска актриса († 2000 г.)
- 1915 г. – Боню Ангелов, български филолог († 1989 г.)
- 1915 г. – Джон Лили, американски писател († 2001 г.)
- 1921 г. – Христо Евтимов, български футболист († 2005 г.)
- 1927 г. – Ристо Кирязовски, македонски историк († 2002 г.)
- 1928 г. – Евгения Камова, българска писателка († 2008 г.)
- 1929 г. – Бабрак Кармал, афганистански политик († 1996 г.)
- 1931 г. – Едгар Лорънс Доктороу, американски писател († 2015 г.)
- 1933 г. – Олег Макаров, съветски космонавт († 2003 г.)
- 1935 г. – Клод Щайнер, австрийски психолог († 2017 г.)
- 1935 г. – Маргарита Гомес-Асебо и Сехуела, съпруга на Симеон Сакскобургготски
- 1938 г. – Адриано Челентано, италиански певец
- 1944 г. – Ролф Цинкернагел, швейцарски имунолог, Нобелов лауреат през 1996 г.
- 1945 г. – Иван Григоров, български юрист († 2017 г.)
- 1946 г. – Сид Барет, британски музикант (Pink Floyd) († 2006 г.)
- 1953 г. – Малкълм Йънг, австралийски китарист (AC/DC) († 2017 г.)
- 1953 г. – Манфред Калц, германски футболист
- 1954 г. – Антъни Мингела, британски режисьор († 2008 г.)
- 1955 г. – Роуън Аткинсън, английски комик
- 1957 г. – Майкъл Фоул, американски астронавт
- 1958 г. – Димитър Петков, български режисьор
- 1958 г. – Людмила Путина, съпруга на Владимир Путин
- 1960 г. – Андреа Томпсън, американска актриса
- 1962 г. – Анджей Михалек, полски историк, писател и художник († 2007 г.)
- 1963 г. – Карен Мовсисян, арменски шахматист
- 1965 г. – Бьорн Ломборг, датски политолог
- 1966 г. – Атилио Ломбардо, италиански футболист
- 1970 г. – Димитър Екимов, български музикант († 2008 г.)
- 1970 г. – Цанко Цветанов, български футболист
- 1982 г. – Еди Редмейн, английски актьор
- 1986 г. – Петер Нортхуг, норвежки ски бегач
- 1989 г. – Андрю Керъл, английски футболист
- 1995 г. – Уинифер Фернандес, волейболистка от Доминиканската република

## Починали
- 1448 г. – Кристоф III, крал на Дания, Норвегия и Швеция (* 1418 г.)
- 1478 г. – Узун Хасан, тюркски владетел (* 1423 г.)
- 1536 г. – Балтазаре Перучи, италиански художник и архитект (* 1481 г.)
- 1607 г. – Гуидобалдо дел Монте, италиански учен (* 1545 г.)
- 1693 г. – Мехмед IV, Султан на Османската империя (* 1642 г.)
- 1831 г. – Родолф Кройцер, френски композитор и диригент (* 1766 г.)
- 1852 г. – Луи Брайл, създател на азбуката за слепи (* 1809 г.)
- 1860 г. – Уилям Лийк, британски топограф и историк (* 1777 г.)
- 1875 г. – Кръстьо Пишурка, български народен будител (* 1823 г.)
- 1878 г. – Станислав Доспевски, български възрожденски художник (* 1823 г.)
- 1884 г. – Грегор Мендел, австрийски монах, биолог и генетик (* 1822 г.)
- 1885 г. – Пьотър Левиз-оф-Менар, руски офицер (* 1829 г.)
- 1899 г. – Стоян Лазов, български революционер (* 1871 г.)
- 1902 г. – Коце Пейков, български революционер (* 1873 г.)
- 1918 г. – Георг Кантор, германски математик (* 1845 г.)
- 1919 г. – Теодор Рузвелт, 26-и президент на САЩ, Нобелов лауреат през 1906 г. (* 1858 г.)
- 1934 г. – Хърбърт Чапман, английски футболист (* 1878 г.)
- 1942 г. – Александър Беляев, руски писател (* 1884 г.)
- 1942 г. – Анри дьо Байе-Латур, белгийски президент на МОК (* 1876 г.)
- 1944 г. – Весела Василева, българска поетеса (* 1919 г.)
- 1945 г. – Владимир Вернадски, руски учен (* 1863 г.)
- 1946 г. – Божил Райнов, български просветен деец (* 1857 г.)
- 1949 г. – Виктор Флеминг, американски режисьор (* 1883 г.)
- 1949 г. – Стоян Бъчваров, български актьор (* 1878 г.)
- 1964 г. – Вернер Кемпф, германски офицер (* 1886 г.)
- 1981 г. – Арчибалд Кронин, шотландски писател (* 1896 г.)
- 1983 г. – Ерик Витковер, британски психоаналитик (* 1899 г.)
- 1990 г. – Павел Черенков, руски физик, лауреат на Нобелова награда за физика през 1958 г. (* 1904 г.)
- 1993 г. – Дизи Гилеспи, американски джаз музикант (* 1917 г.)
- 1993 г. – Рудолф Нуреев, руски балетист (* 1938 г.)
- 1994 г. – Иления Кариси, италианска поетеса (* 1970 г.)
- 1995 г. – Тодор Диев, български футболист (* 1934 г.)
- 1999 г. – Мишел Петручани, френски джаз пианист (* 1962 г.)
- 2000 г. – Алексей Въжманавин, руски шахматист (* 1960 г.)
- 2000 г. – Дон Мартин, американски илюстратор (* 1931 г.)
- 2000 г. – Илия Минев, български антикомунист и националист (* 1917 г.)
- 2004 г. – Пиер Чарлз, министър-председател на Доминика (* 1954 г.)
- 2019 г. – Иван Ласкин, български филмов и театрален актьор (* 1970 г.)
- 2023 г. – Джанлука Виали, италиански футболист и треньор (* 1964 г.)[1]

## Празници
- Православна църква – Кръщение Господне (Йордановден) – Богоявление
- Православна църква и Арменска църква – Бъдни вечер – по Юлиянски календар
- Католическа църква – „Ден на тримата крале“ (Three Kings' Day)
- Българска армия – Водоосвещаване на българските бойни знамена и светини
- Ирак – Празник на армията
- Франция – Ден на семейството